# معركة ساندفونتين
تم خوض معركة ساندفونتين بين اتحاد جنوب أفريقيا نيابة عن الحكومة الإمبراطورية البريطانية والإمبراطورية الألمانية (ناميبيا الحديثة) في 26 سبتمبر 1914 في ساندفونتين، خلال المرحلة الأولى من حملة جنوب غرب أفريقيا للحرب العالمية الأولى، وانتهت بانتصار ألماني.

## الخلفية
أدى اندلاع الحرب العالمية الأولى إلى نقل الحامية الإمبراطورية البريطانية من جنوب إفريقيا إلى فرنسا. متوقعين أن تنتهي الحرب بسرعة، غادر العديد من جنوب إفريقيا أيضًا إلى أوروبا، بهدف المشاركة في القتال. تحملت قوة الدفاع الاتحادية مسؤولية حماية جنوب أفريقيا بشكل مستقل من هجوم ألماني محتمل. في غضون ذلك، وجد رئيس الوزراء لويس بوتا نفسه في خضم مواجهة بين الموالين البريطانيين الذين يدعمون المشاركة الكاملة في الحرب والقوميين الأفريكان الذين يدافعون عن الحياد.
بلغ عدد القوات الاستعمارية الألمانية في جنوب غرب أفريقيا 140 ضابطًا، و 2000 نظامي، و 2500 احتياطي تم تنظيمهم في ثمانية سرايا محمولة، وفيلق إبل واحد، وأربع بطاريات ميدانية، وجناح جوي. يمكن أيضًا تعبئة 1500 شرطي و 200 متمرد من البوير. يتكون غالبية الجيش من غير العساكر، الذين شعر السكان الأصليون بالاستياء منهم بسبب سلوكهم خلال حروب هيريرو. على الرغم من عدم شعبيتها، كانت الشوتزتروبه الألمانية منظمة ومنضبطة بشكل جيد. كان لدى قوة الدفاع الاتحادية القدرة على تعبئة ما يصل إلى 100000 جندي، ولكن كان لديها هيكل غير متجانس وتفتقر إلى ضباط الأركان ذوي الخبرة.
يتألف جزء كبير من الخط الحدودي بين جنوب إفريقيا وألمانيا من صحراء مفتوحة خشنة تتميز بغياب المياه. مكنت التضاريس الصعبة الجيش الألماني من إنشاء حدود دفاعية على طول خط ويندهوك وكيتمانشوب، وتمركزت القوات أيضًا بجوار خطين للسكك الحديدية الإقليمية. بوجود عدد محدود من القوات في حوزته، طلب القائد الألماني يواكيم فون هايبريك قواته من قواته اتخاذ مواقع دفاعية ومراقبة الطرق المحددة مسبقًا. كانت منطقة سندوفونتين ذات أهمية إستراتيجية عالية بسبب وجود آبار المياه عالية الجودة الوحيدة في دائرة نصف قطرها 75 كيلومترًا، وبالتالي كونها نقطة توريد حاسمة لأي عملية واسعة النطاق. كان الجيش الجنوب أفريقي على دراية تامة بالظروف الجغرافية المعقدة، حيث امتلك مجموعة متنوعة من المجلات والتقارير السابقة للحرب بشأن طوبولوجيا جنوب غرب أفريقيا الألمانية.
في 7 أغسطس 1914، طلبت بريطانيا من بوتا الاستيلاء على محطات الاتصالات الألمانية ويندهوك وسواكوبموند ولودريتزبوخت. في 10 أغسطس، بعد مفاوضات مكثفة، وافقت حكومة بوتا على مضض على إنشاء قوة استكشافية متطوعة، فقط بعد موافقة البرلمان. وتبع ذلك التعبئة ومناورات القوات حتى قبل قرار البرلمان، حيث فرضت الحكومة الرقابة على الصحافة لقمع انتشار الشائعات. في 21 أغسطس 1914، اتخذت القوة الاستكشافية شكلها النهائي. رتل يتكون من 1200 جندي وست قطع مدفعية تعرف باسم القوة ج كان من المقرر أن تضرب لودريتزبوخت. سينزل رتل يتكون من 1800 جندي وثمانية بنادق تعرف باسم القوة أ في بورت نولوث، لدعم القوة ج. وأخيرًا، ستغزو القوة ب المكونة من 1000 رجل من الاتجاه الشرقي، وتهاجم أبينغتون. تم الكشف عن الخطط المتعلقة بالغزو خلال جلسة برلمانية في 9 سبتمبر، وحصلت على الموافقة.
في 14 سبتمبر 1914، دخلت جنوب أفريقيا الحرب رسميًا؛ ومع ذلك، سرعان ما تعطل الوضع بسبب اندلاع تمرد ماريتز في اليوم التالي. أدت الثورة إلى استقالة العديد من القادة رفيعي المستوى المشاركين في القوة الاستكشافية، الذين قاموا الآن في تمرد مفتوح ضد زملائهم السابقين وكان لا بد من استبدالهم على عجل.

## المعركة
في 12 سبتمبر 1914، وصلت القوة أ بقيادة العميد تيم لوكين إلى محور نقطة الحدود في رامان دريفت، هومز دريفت، وجودوس. بعد أسبوع، اخترقت فوج البنادق الرابعة والخامسة في جنوب إفريقيا الحدود، واستولت على ساندفونتين. شرعت القوة أ في التفرق، واحتلت ستينكوبف ورامان دريفت، حيث بدأت القوات الألمانية في التركيز على الحدود الشرقية. ظلت ساندفونتين معزولة وعرضة للهجوم حيث كانت المنطقة محاطة بالتلال والتلال الرملية الضيقة التي يمكن استخدامها أثناء مناورة تطويق. استفادت القيادة الألمانية بشكل كامل من ذكائها المتفوق، بعد أن احتجزت في السابق كشافة جنوب أفريقية وحملت ولاء قائد القوة المتمردة ب ماني ماريتز.
تم تعزيز حامية ساندفونتين المكونة من 120 رجلاً على عجل بسربين من البنادق المركبة، ومدفعين رشاشين، وسيارة إسعاف، وقطعتين مدفعيتين مدببة في الصباح الباكر من 26 سبتمبر. تجمعت قوة من 1700 رجل وعشر بطاريات مدفعية وأربع مدافع رشاشة في وارمباد، شملت ساندفونتين في فجر 26 سبتمبر. شن العمود الألماني على الفور هجومًا متزامنًا من هومس دريفت ووارمبارد، فاجأ المدافعين.
بدأ المدافعون في مواجهة سلاح الفرسان الألماني الذي خرج من الشمال الشرقي عندما ظهرت حفنة أخرى من القوات فجأة من الاتجاه الجنوبي الغربي. عند الساعة الثامنة تقريبًا، اشتد القتال مع بداية تبادل مدفعي. من خلال التفوق العددي، ضربت القوات الألمانية الجناح والخلفية غير المحمية للبريطانيين، الذين فقدوا القدرة على اختراق الحصار. أحبط قسم من المدافع الرشاشة البريطانية اندفاع المشاة من الشمال الشرقي، والذي كان يهدف إلى الاستيلاء على أعلى تلة في ساحة المعركة. في الوقت نفسه، اقترب مدافع رشاش ألماني من الجنوب، مما أسفر عن مقتل مجموعة كبيرة من الخيول وتناثر البقايا، مما أدى لاحقًا إلى تدمير موقع رشاش العدو. ظهرت بطاريات مدفعية ألمانية ثانية في الساعة 8:30، وسحقت المدفعية البريطانية وذبحت المجموعة الثانية من الخيول المتمركزة في مكان قريب